# Негафибоначчи
В математике, числа негафибоначчи — отрицательно индексированные элементы последовательности чисел Фибоначчи.
Числа негафибоначчи определяются индуктивно следующим рекуррентным соотношением:
- F−1 = 1,
- F−2 = -1,
- Fn = F(n+2)−F(n+1).

Они также могут быть определены по формуле F−n = (−1)n+1Fn.
Первые 10 чисел последовательности негаФибоначчи:
| n   | F(n) |
| --- | ---- |
| −1  | 1    |
| −2  | −1   |
| −3  | 2    |
| −4  | −3   |
| −5  | 5    |
| −6  | −8   |
| −7  | 13   |
| −8  | −21  |
| −9  | 34   |
| −10 | −55  |

## Целочисленное представление
Любое целое число может быть уникально представлено — согласно работе Дональда Кнута — как сумма чисел негаФибоначчи, в которых не используются никакие два последовательных числа негаФибоначчи. Например:
- −11 = F−4 + F−6 = (-3) + (-8)
- 12 = F−2 + F−7 = (-1) + 13
- 24 = F−1 + F−4 + F−6 + F−9 = 1 + (-3) + (-8) + 34
- −43 = F−2 + F−7 + F−10 = (-1) + 13 + (-55)
- 0 представлен пустой суммой.

Примечательно, что 0 = F−1 + F−2, например, таким образом, уникальность представления действительно находится в зависимости от условия неиспользования каких-либо двух последовательных чисел негаФибоначчи.
Это позволяет системе кодирования негаФибоначчи кодировать целые числа, подобных представлению теоремы Цеккендорфа для перекодировки чисел с применением двоичного представления. В последовательности, представляющей целое число x, n th, цифра 1, если Fn появляется в сумме, которая представляет x; та цифра отлична от 0. Например, число 24 может быть представлено последовательностью 100101001, у которого есть цифра 1 в местах 9, 6, 4, и 1, потому что 24 = F−1 + F−4 + F−6 + F−9. Целое число x представлено последовательностью нечётной длины тогда и только тогда, когда {\displaystyle x>0}.

## Тождества
Отношения к нормальной, положительной последовательности чисел Фибоначчи:
- {\displaystyle F(-n)=(-1)^{n+1}\cdot F(n)}